# 城門河東岸

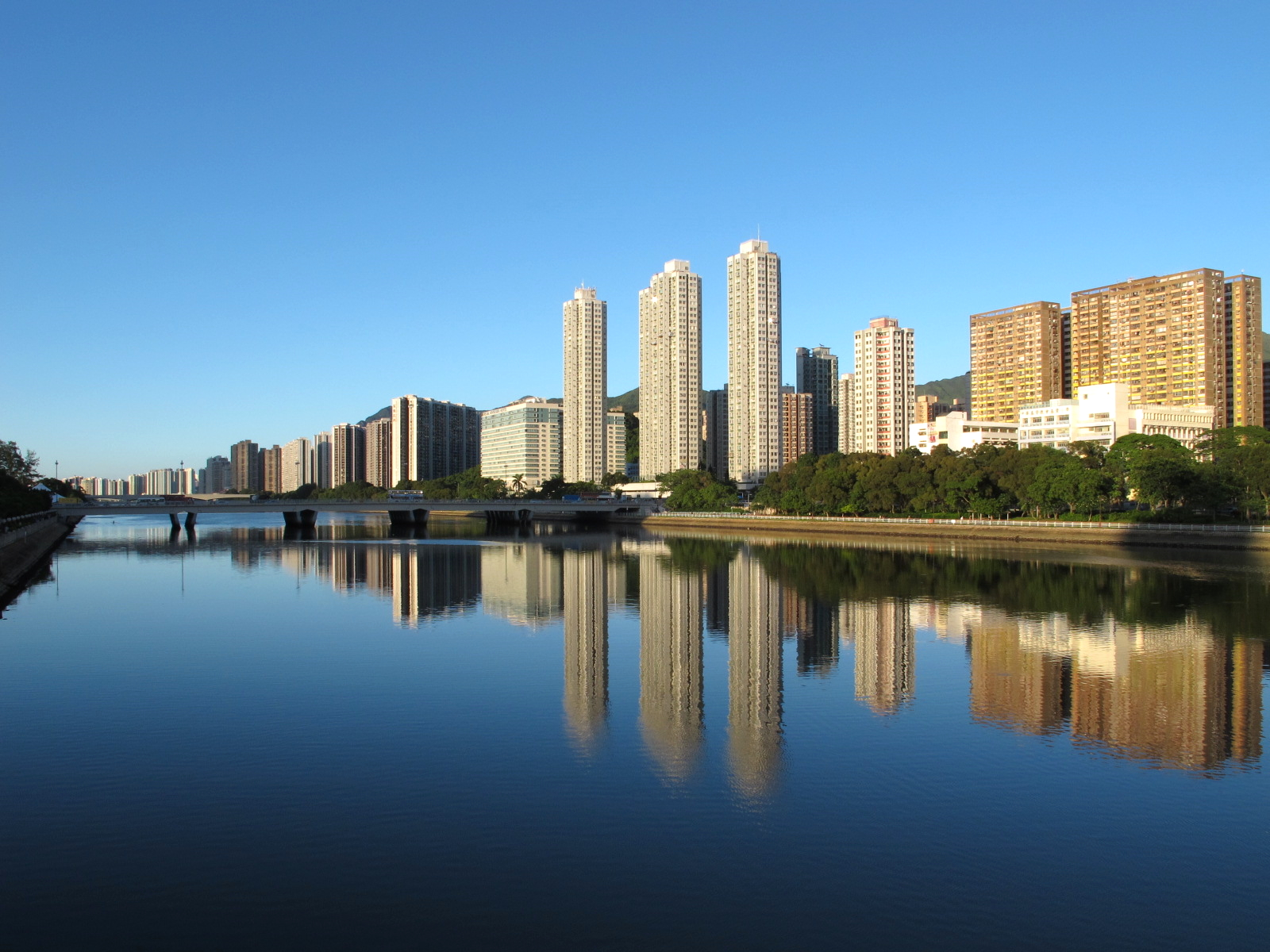
沙田圍一帶的城門河東岸

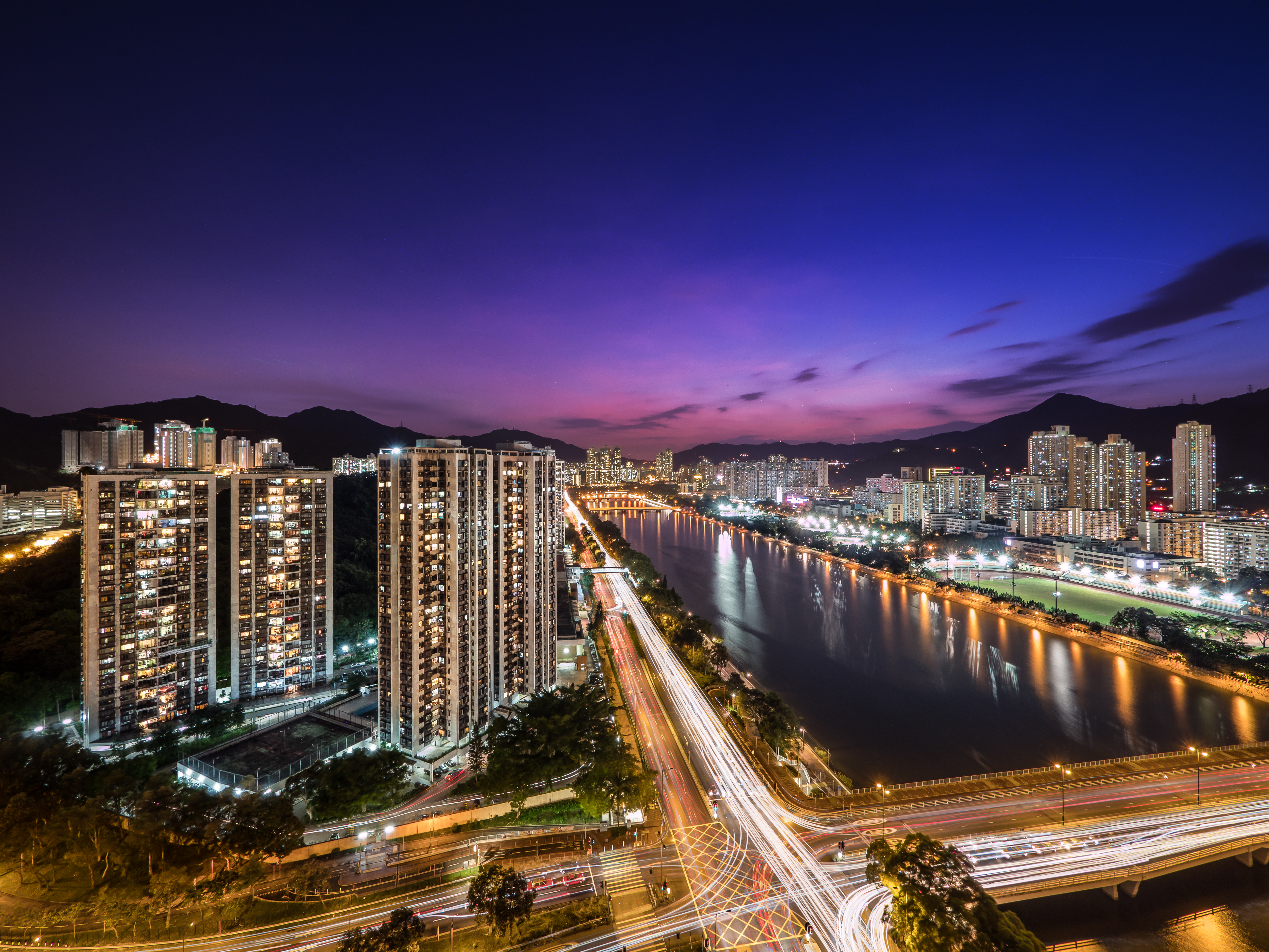
傍晚的圓洲角

城門河東岸又稱城河東，位於香港沙田區城門河東岸一帶的地區，東北接馬鞍山，東南與西貢區和黃大仙區接壤，西南與大圍鄰接，並與西岸的沙田市中心隔河相望。全區由數十個屋苑和鄉村所組成，其中第一城為全區最大型的私人屋苑；地理環境上則從北邊的亞公角到西邊的秦石，並由西北邊的城門河從低到高達至東南邊九龍群山。區內人口約有175,832人，是全沙田人口第二多的區域。公元1573至1620年明代萬曆年間，原居深圳蔡屋圍的蔡姓人家遷往小瀝源村，成為全區歷史最悠久的村落。1898年6月9日，清朝與英國簽訂《展拓香港界址專條》，把九龍以北深圳河以南的土地租借予英國，自此包含城河東在內的新界被編入英屬香港的理民府。第二次世界大戰時期，城河東部份地方於香港保衛戰期間曾作為醉酒灣防線中央的一部份抵抗日軍侵略。1970年代，隨著沙田新市鎮的發展，城門河被人工延長，兩岸被大幅填海造地，其東岸往後被統稱為城河東。1997年7月1日，中華人民共和國收回英國對香港的主權，包括城河東在內的沙田區及後被收歸於香港特別行政區。

## 行政區劃
城河東在行政區劃上大致包括秦石、沙田圍、水泉澳、圓洲角、小瀝源及石門等區域。

### 沙田東二分區委員會
沙田東二分區委員會的主要職能包括推動公眾參與地區事務，就籌辦社區活動及推行政府贊助計劃提供意見並加以協助，並就影響該分區的地方問題提供意見，是社區與民政事務總署之間的橋樑。分區委員會的委員來自社會各階層，包括有關地區的區議員，全部由民政事務總署署長委任。

## 住宅房屋

### 公共屋邨
1970年代時，為解決當時香港日益逼切的住屋需求，政府決定於沙田進行大規模填海發展新市鎮。1980年代，城河東沿河的新造土地上陸續建起了數個大型公共屋邨，包括最早落成的沙角邨，旁邊的乙明邨、博康邨和緊鄰大圍的秦石邨。2015年，城河東最大型公共屋邨水泉澳邨開始入伙，並同時發生了香港史上最大型的公共屋邨食水含鉛事件。

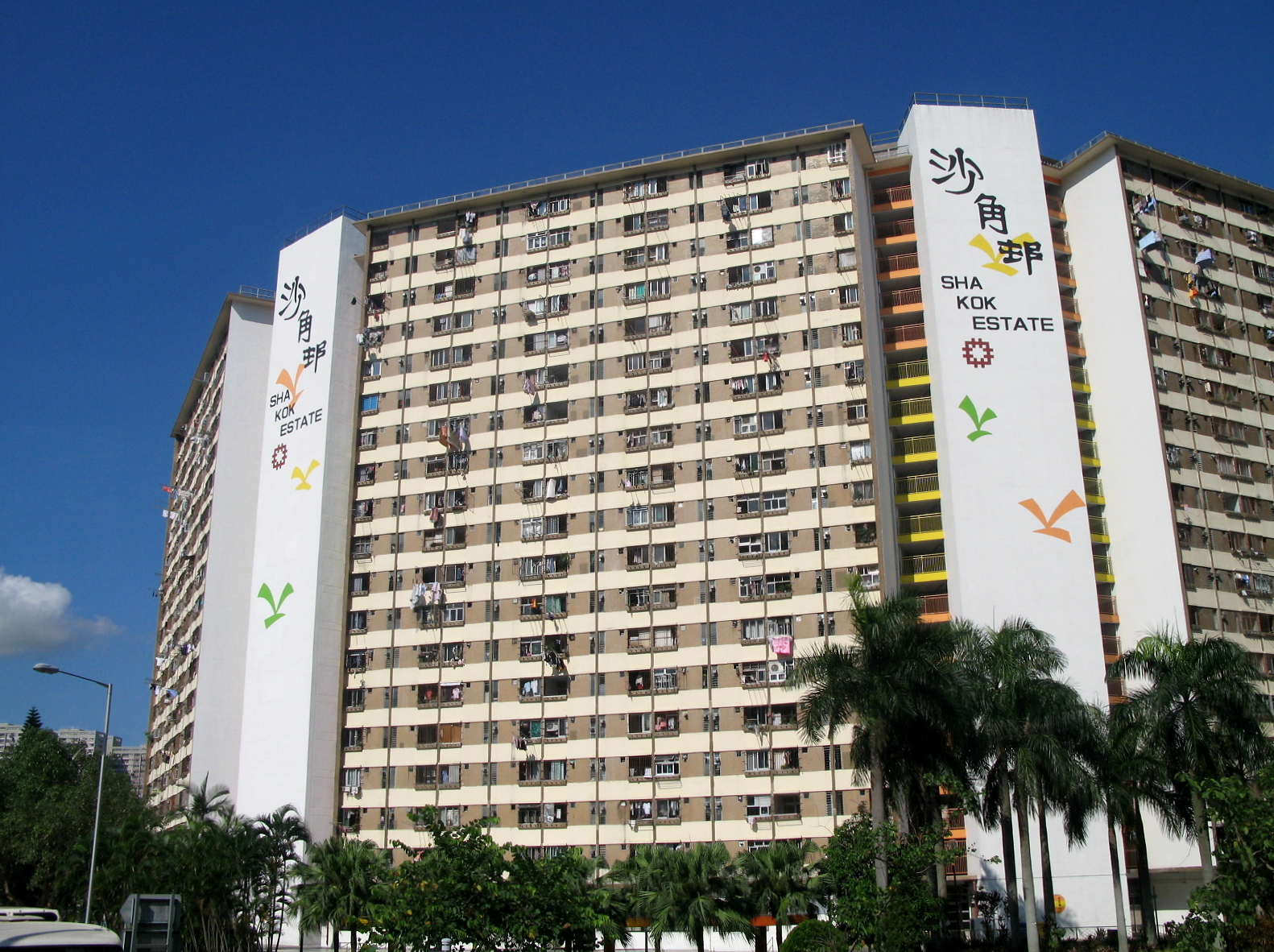
沙角邨
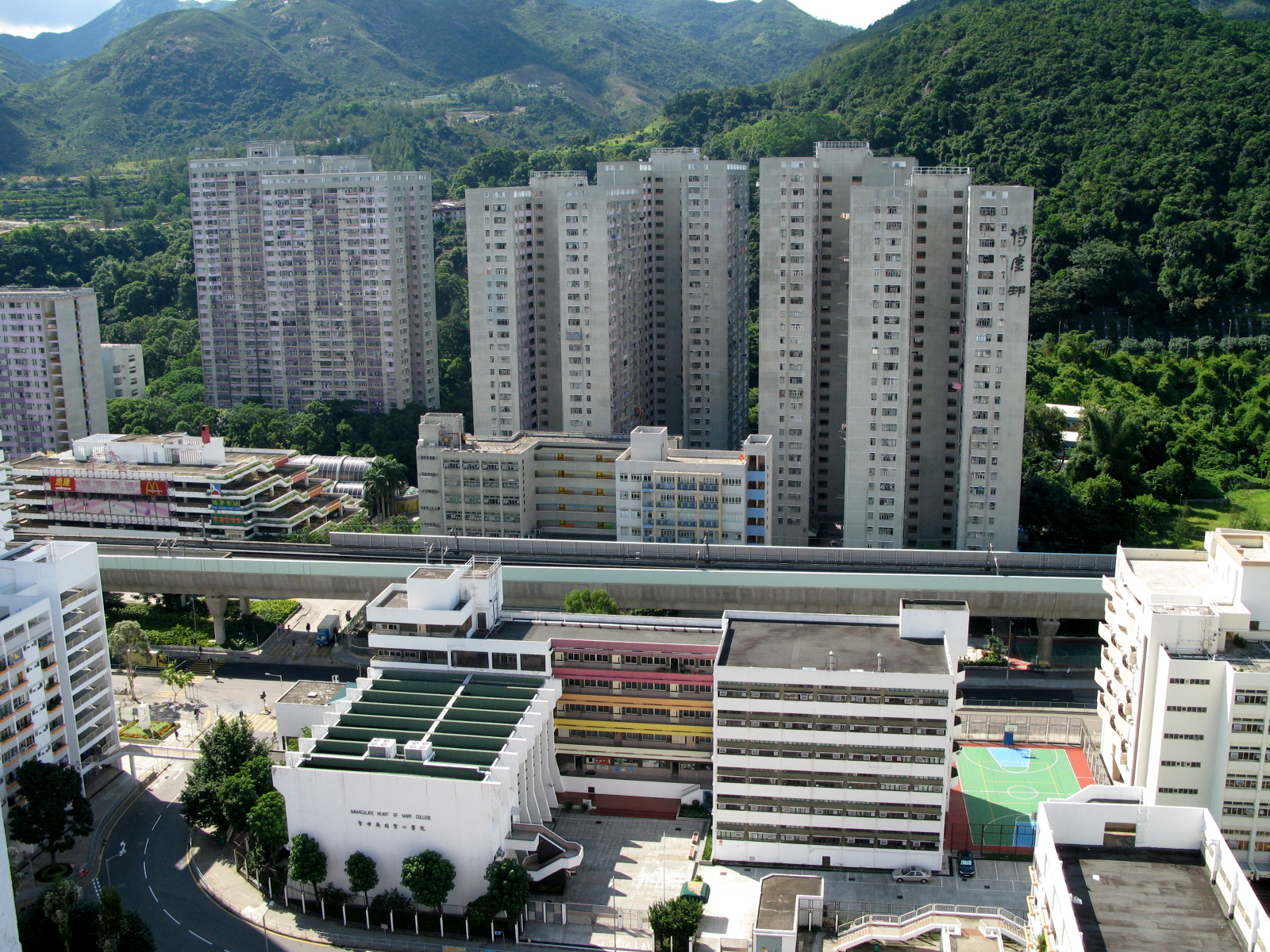
博康邨
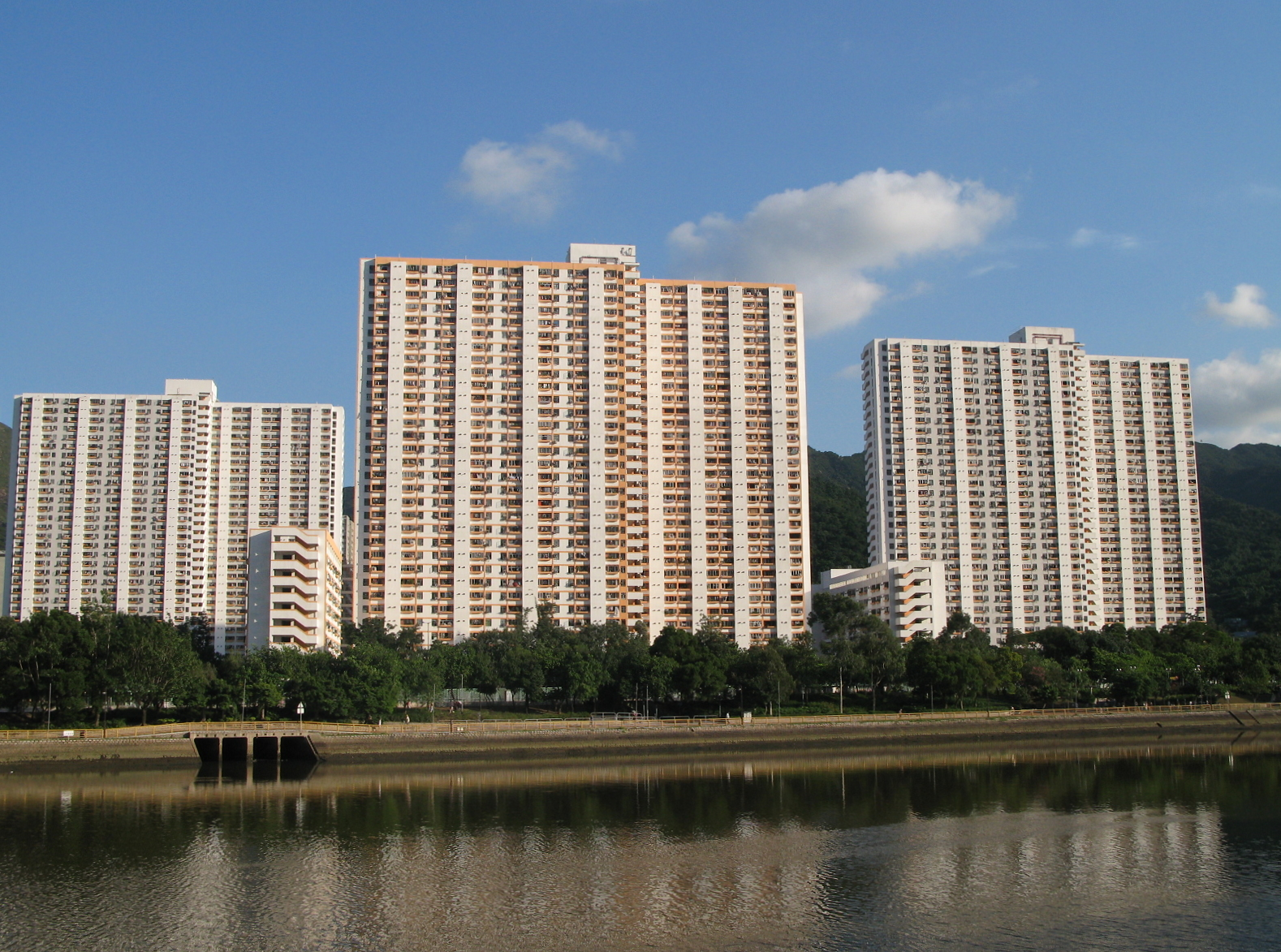
乙明邨
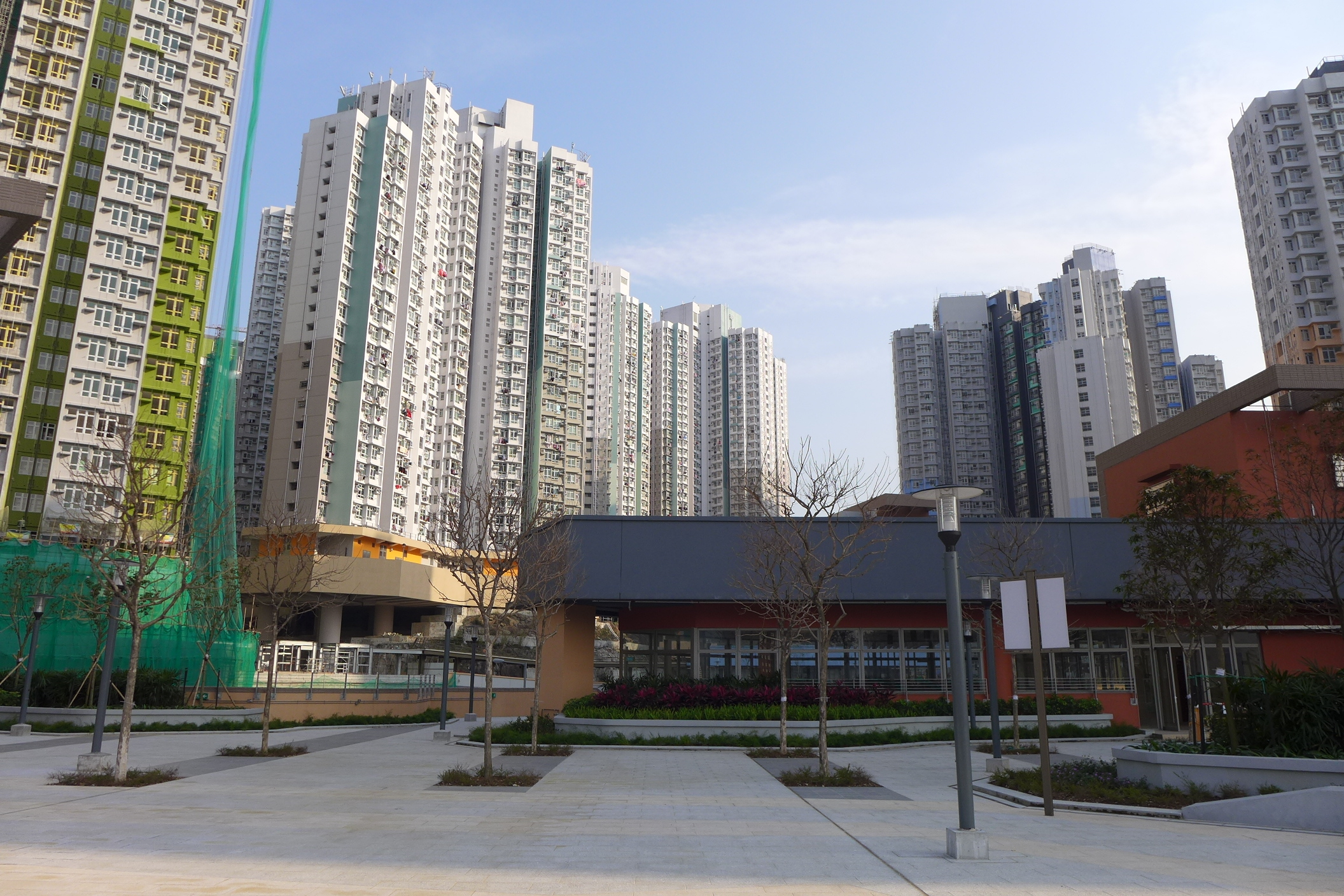
水泉澳邨
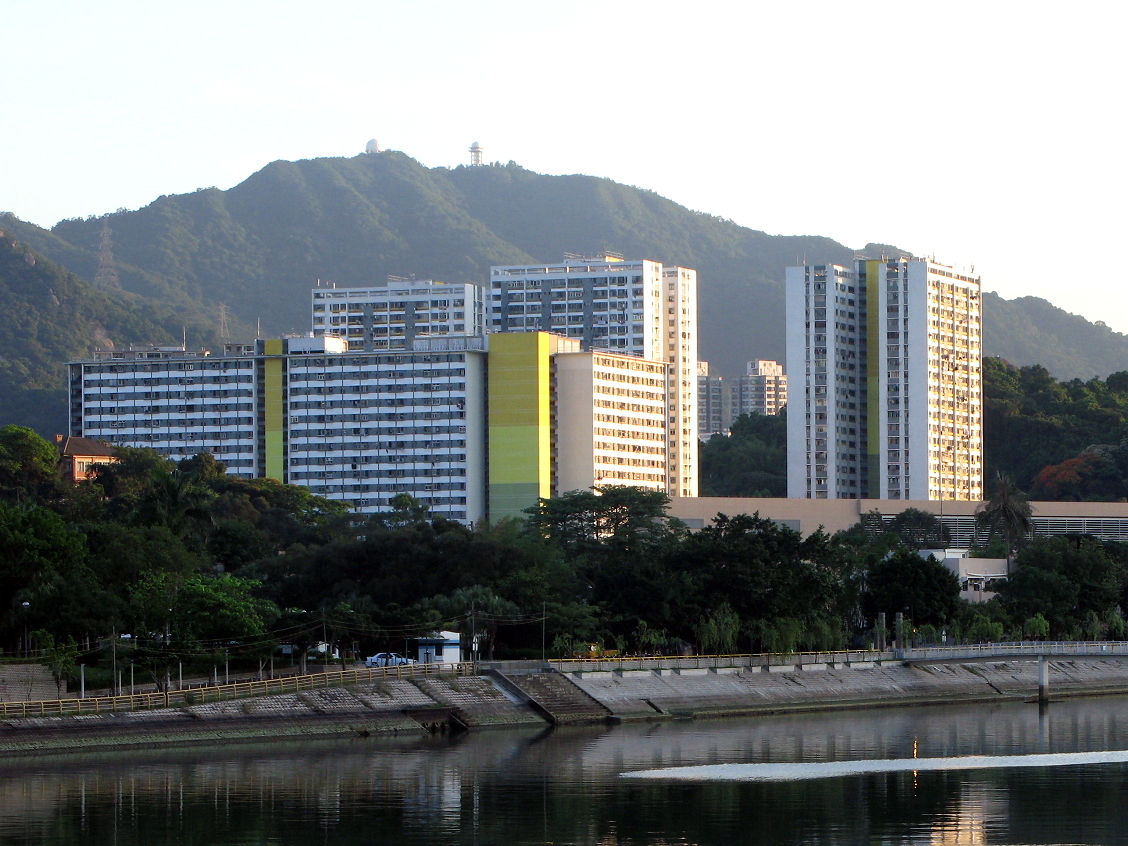
秦石邨
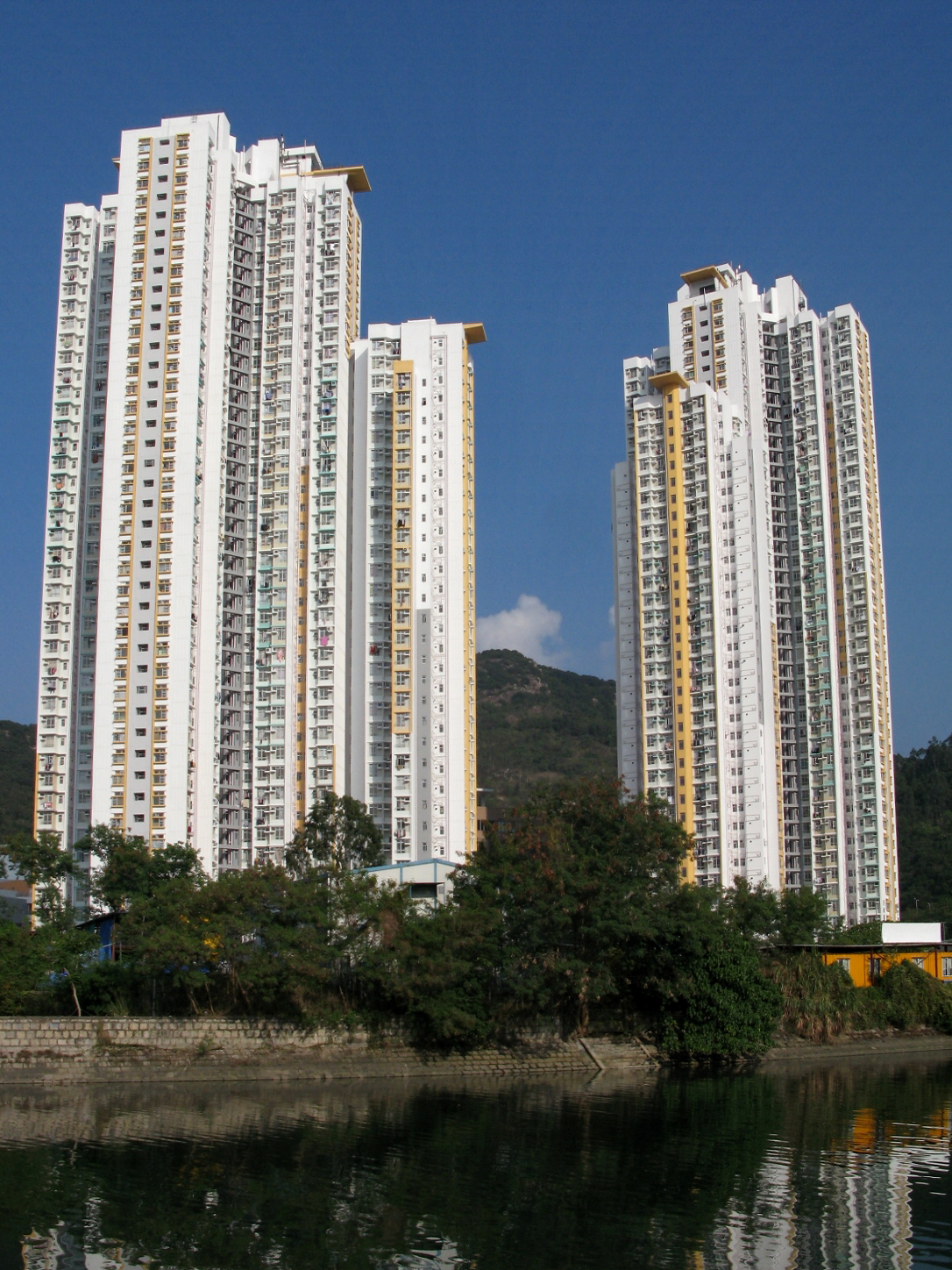
碩門邨
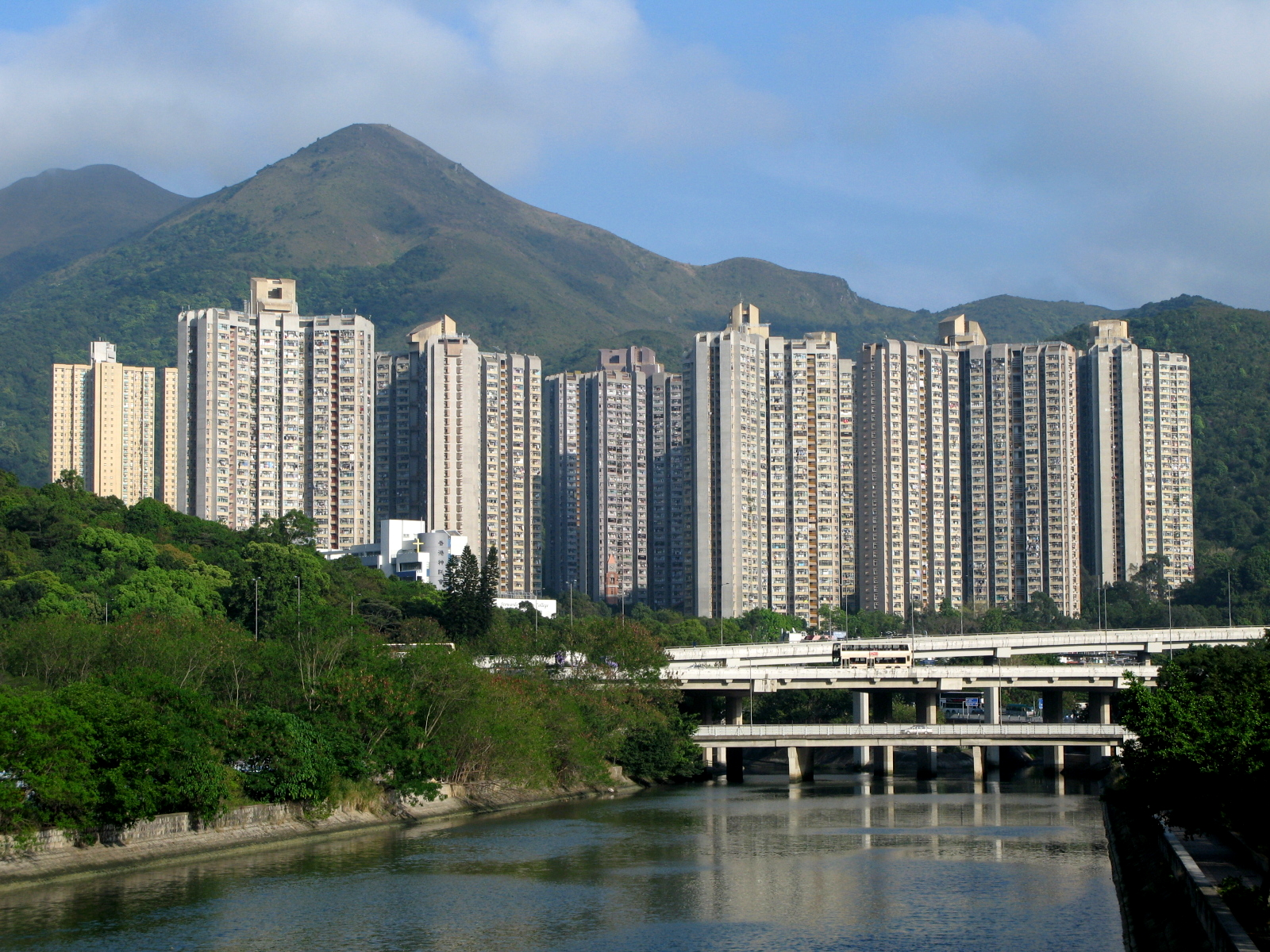
廣源邨

### 居屋屋苑

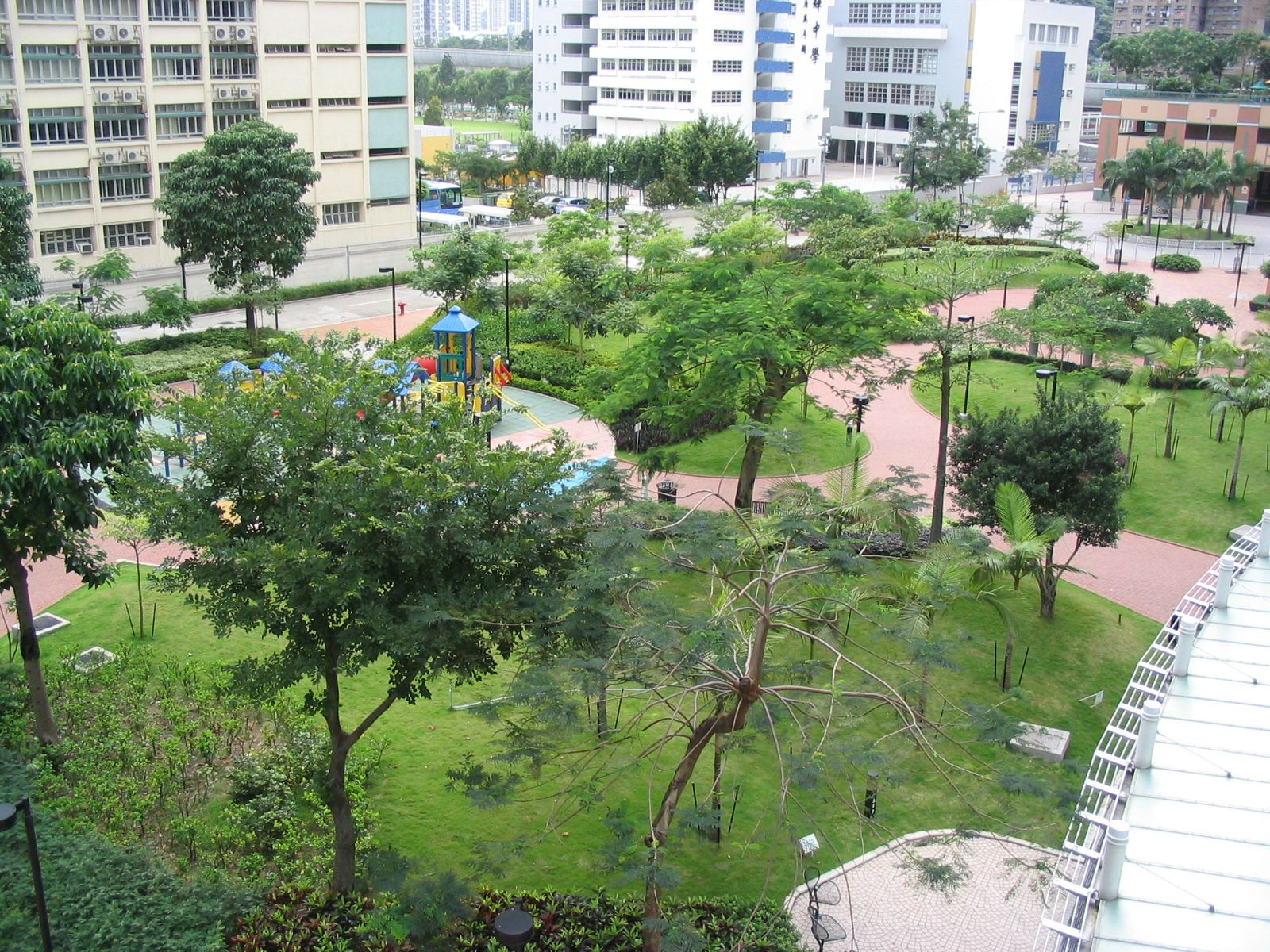
原愉翠苑的D座及E座拆卸後重建為一個小花園，地底仍埋有36枝樁柱。

城河東是香港最早一批實行居者有其屋的地方之一。最早於區內落成的居屋是鄰近沙角邨的愉城苑。1999年，房屋署於圓洲角內一個居屋興建地盤 (即現在的愉翠苑) 被揭發短樁醜聞。2000年，房委會基於安全理由，把愉翠苑的D座及E座拆卸。

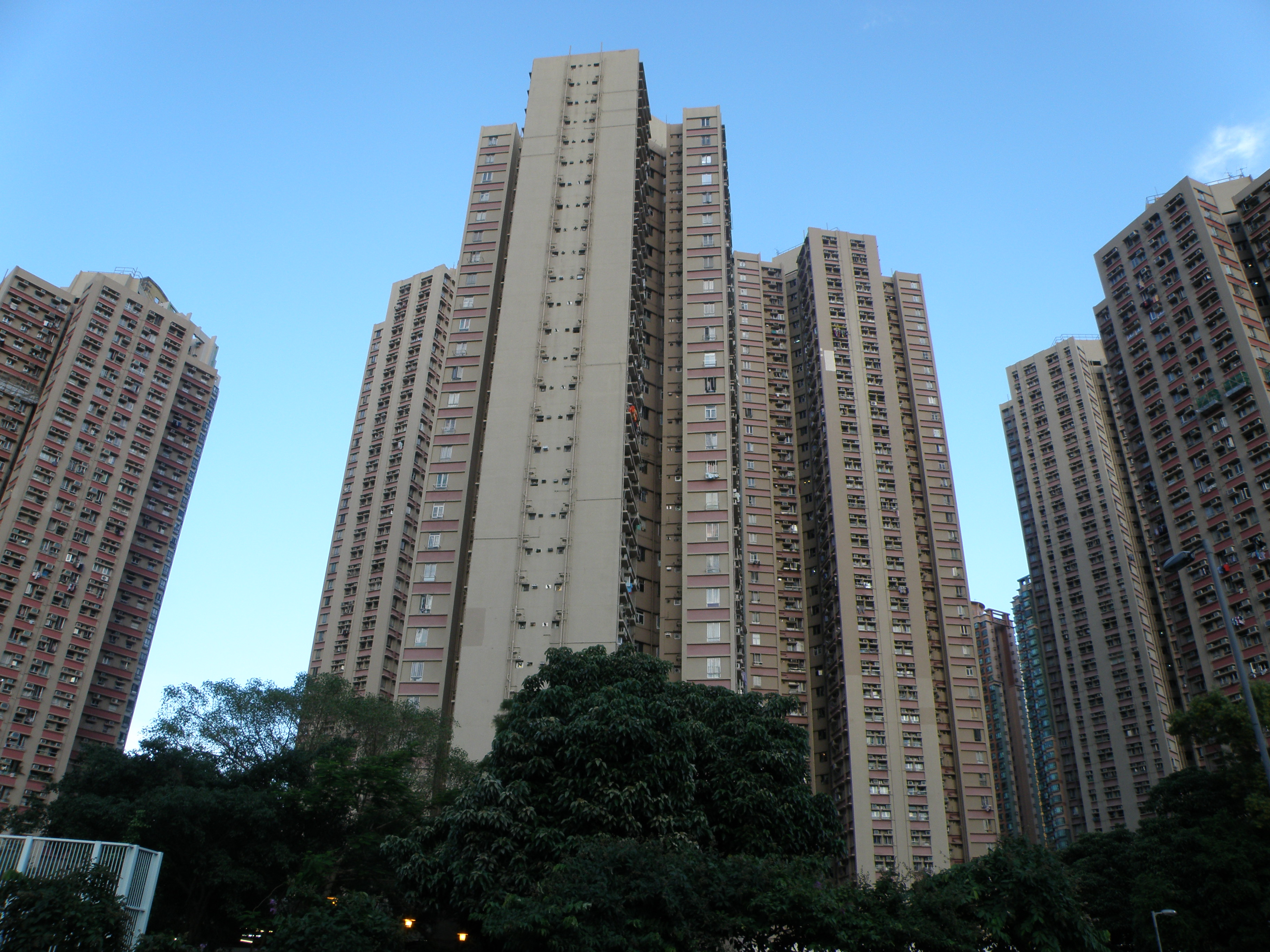
愉田苑
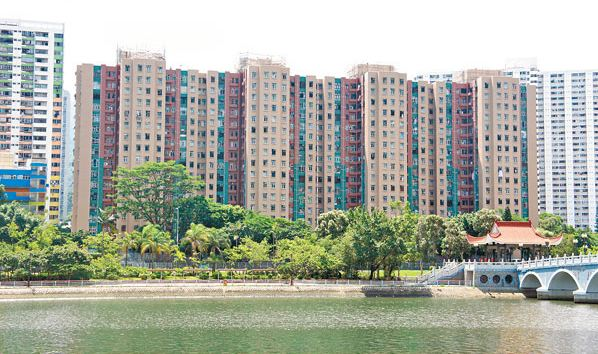
愉城苑
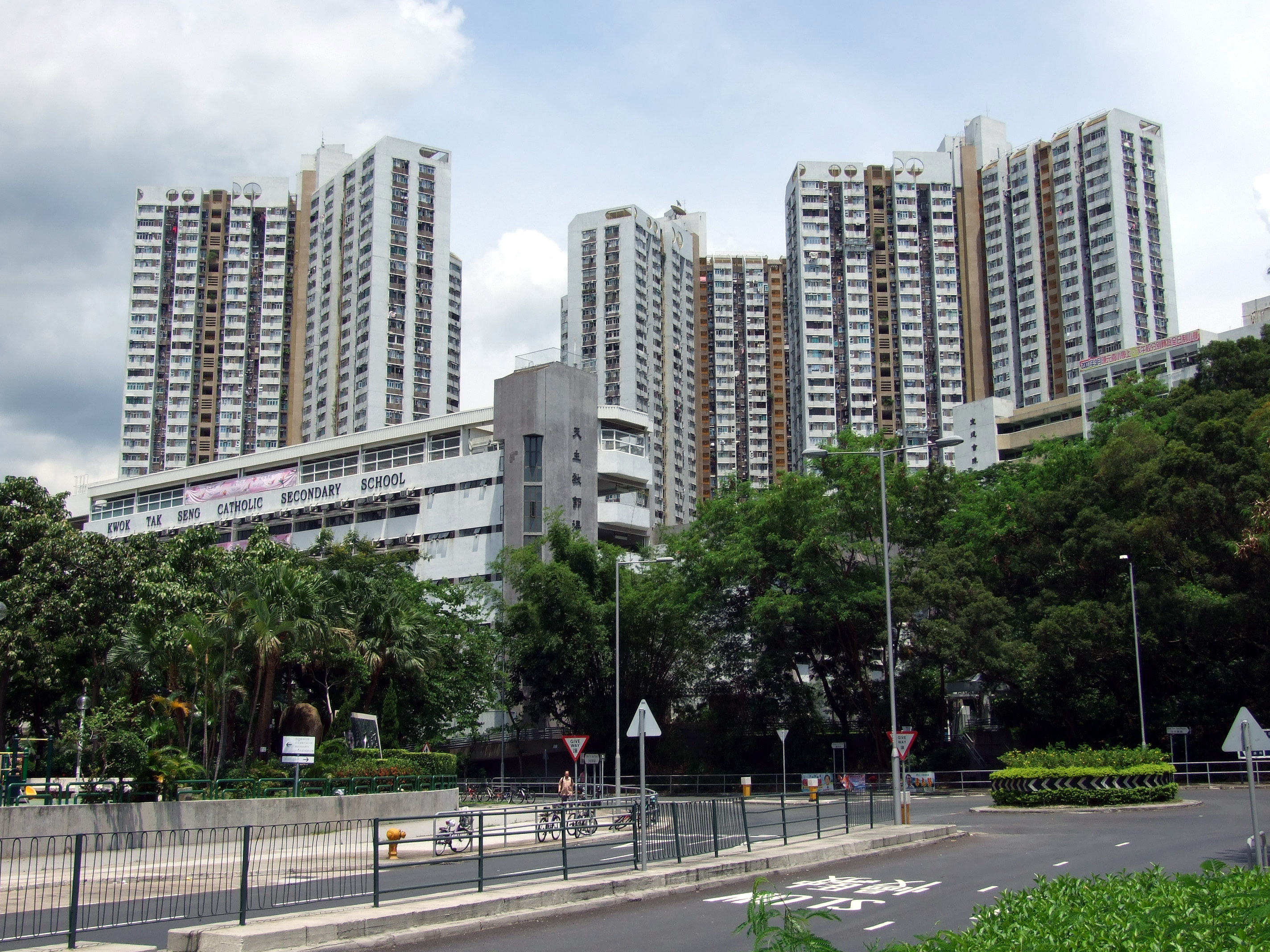
豐盛苑
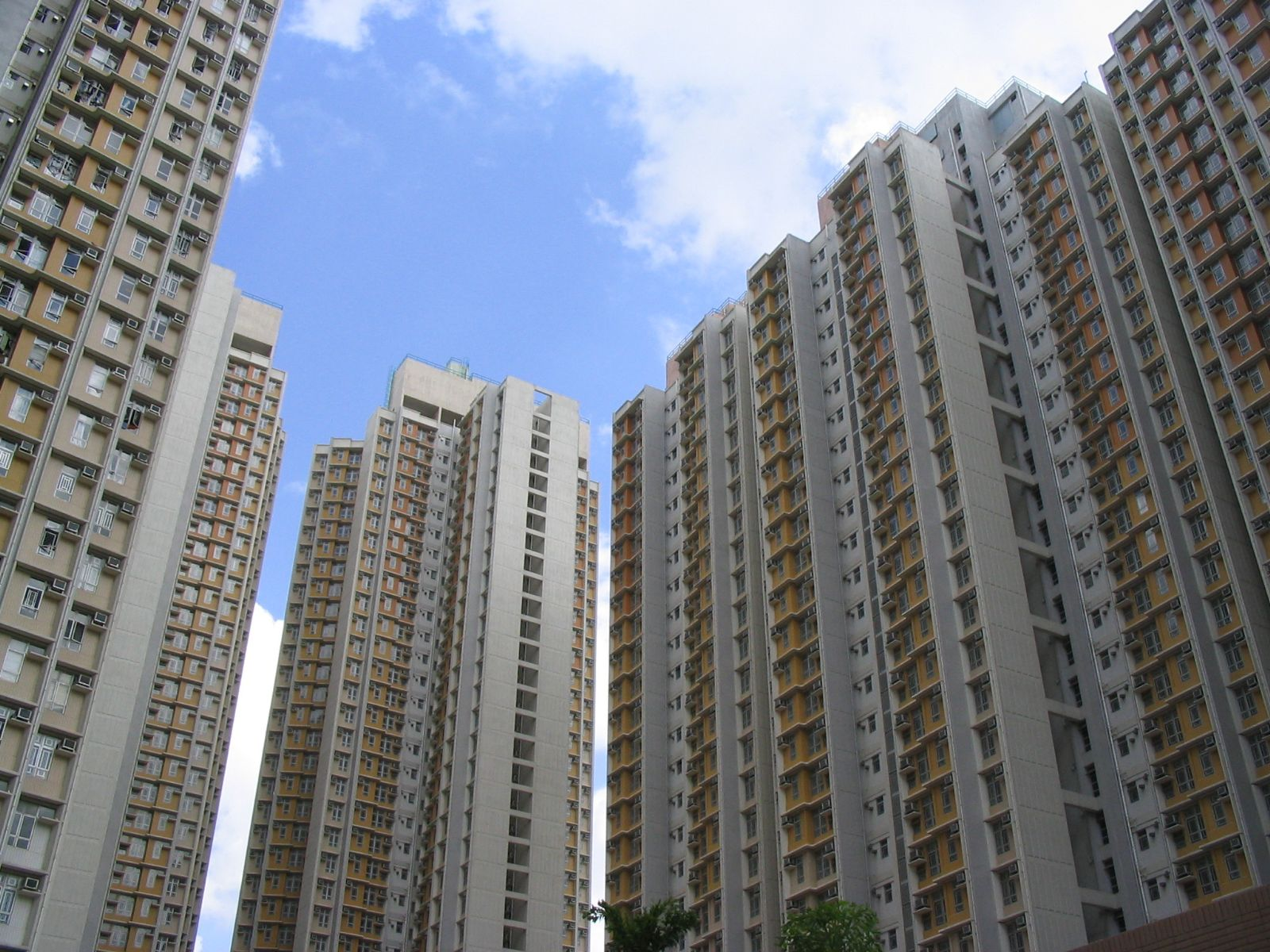
愉翠苑
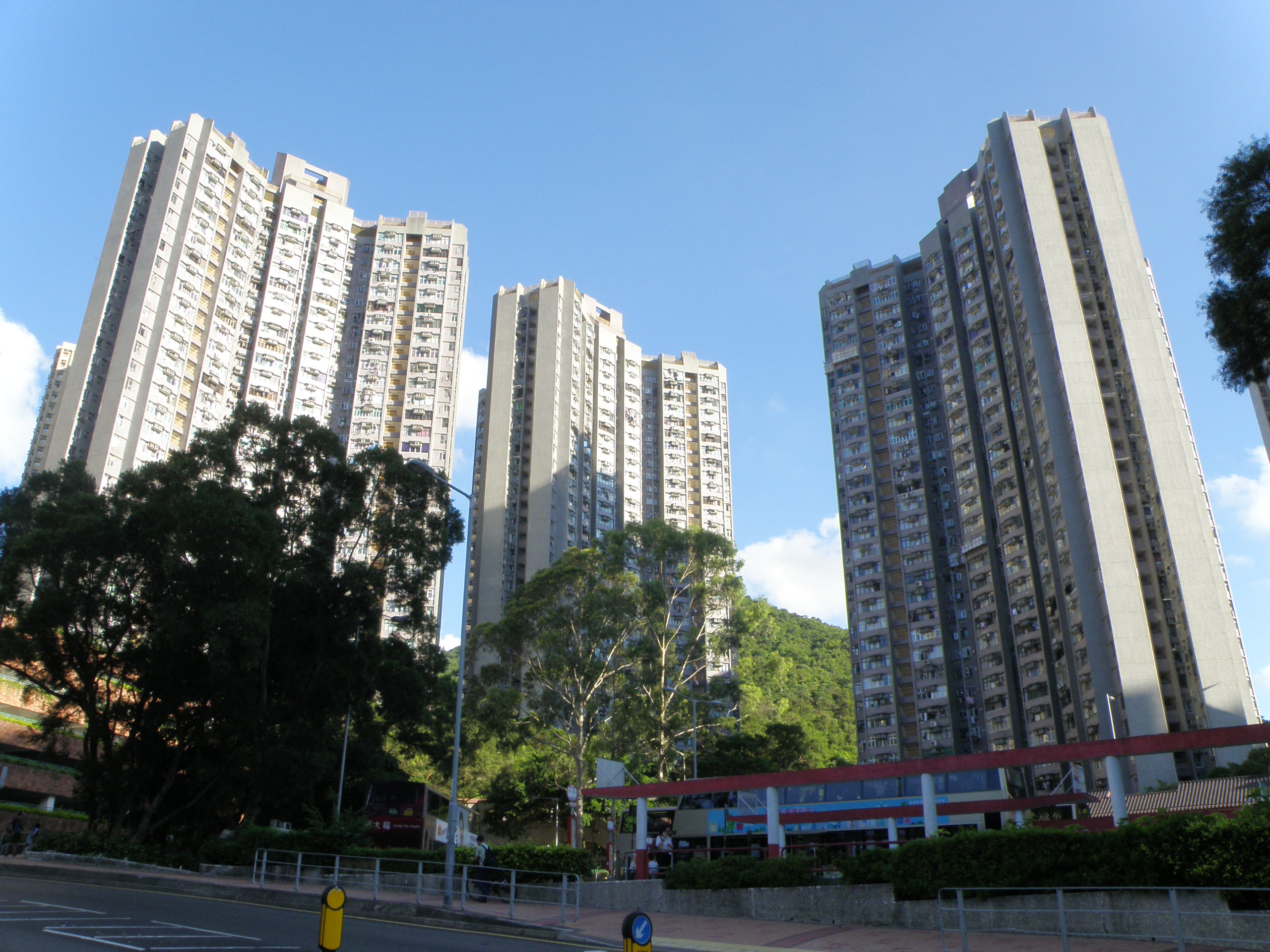
廣林苑
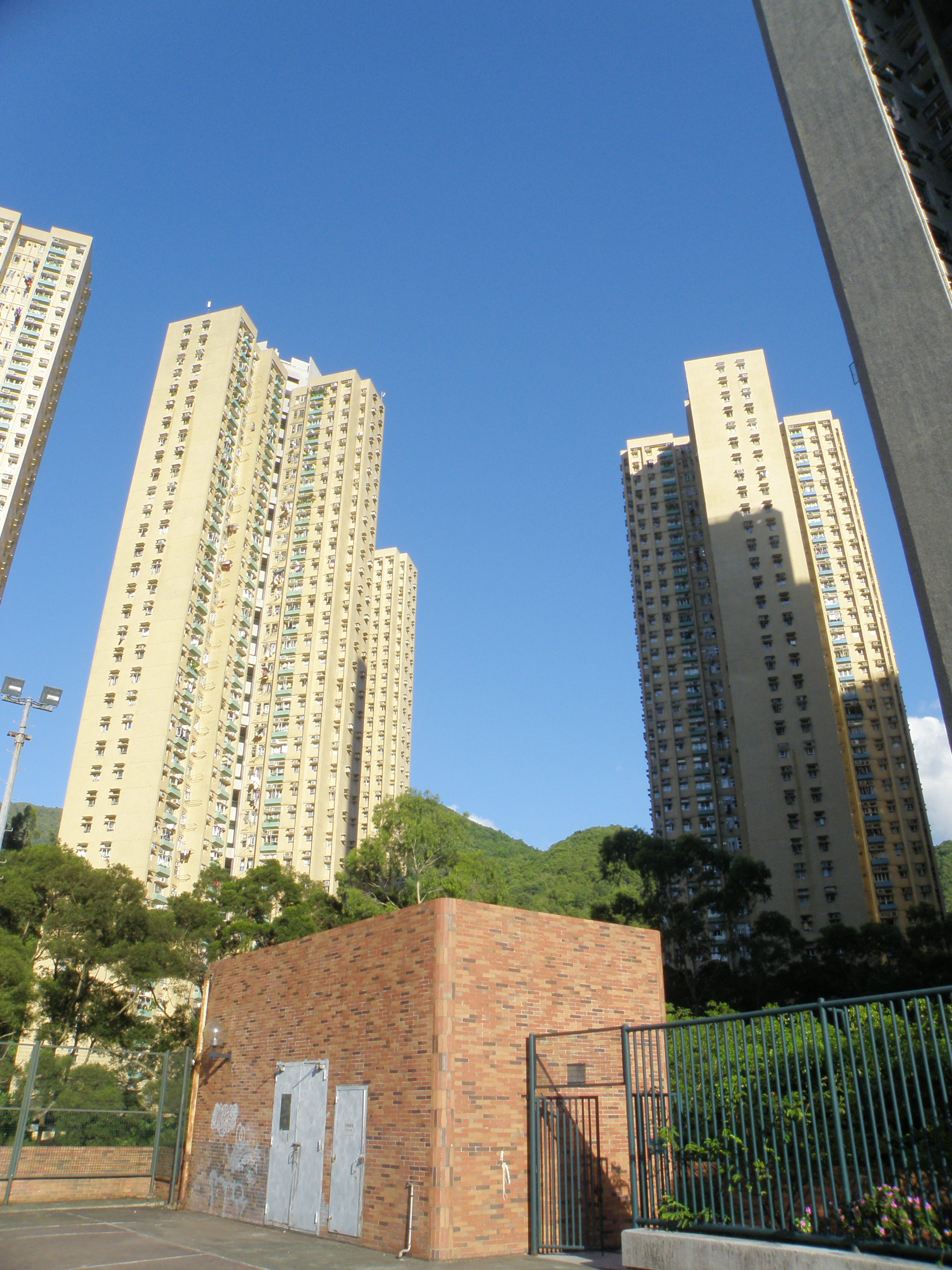
康林苑

### 夾屋屋苑
1990年代，港英政府於香港推出夾屋，讓不乎合資格申請居屋，又沒有足夠收入購買私人物業的市民購買，以解決住屋問題。晴碧花園為該計劃的其中一個項目，亦是城河東唯一一個夾屋項目。

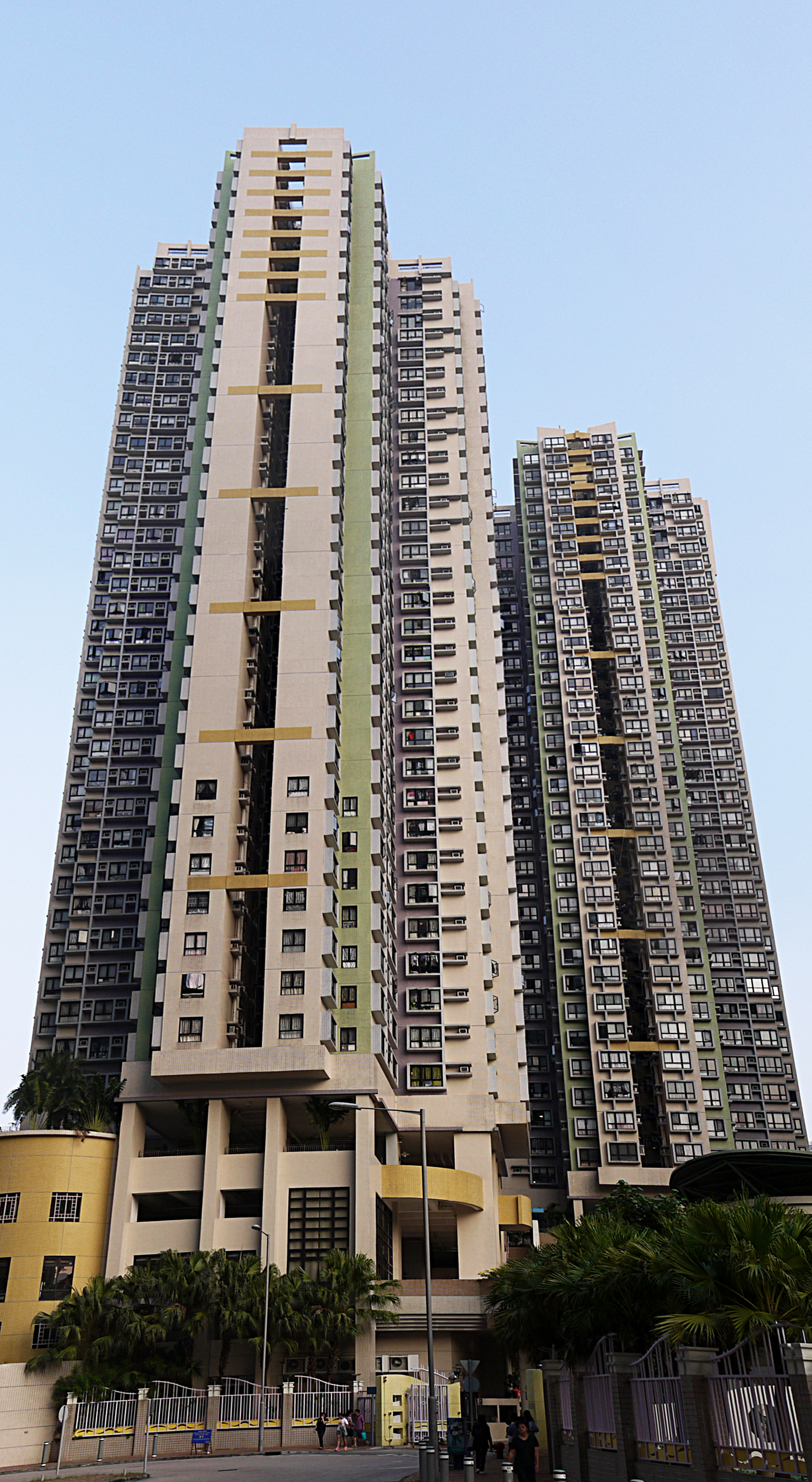
晴碧花園

### 私人屋苑
| - 沙田第一城 - 富豪花園 - 全輝中心 - 河畔花園 - 翠麗花園 - 田園閣 - 翠華花園 | - 花園城 - 溱岸8號 - 欣廷軒 - 翠湖花園 - 碧濤花園 - 濱景花園 - 帝堡城 |

### 鄉村
| - 王屋 - 山下圍 - 作壆坑 - 沙田圍 - 灰窰下 - 謝屋 - 十二笏 - 茅笪 | - 沙田頭 - 亞公角漁民新村 - 插桅杆 - 芙蓉泌 - 觀音山 - 崗背 - 梅子林 - 牛皮沙 | - 小瀝源 - 多石 - 花心坑 - 南山 - 石古壟 - 大輋 - 大南寮 - 黃泥頭 |

## 商場項目

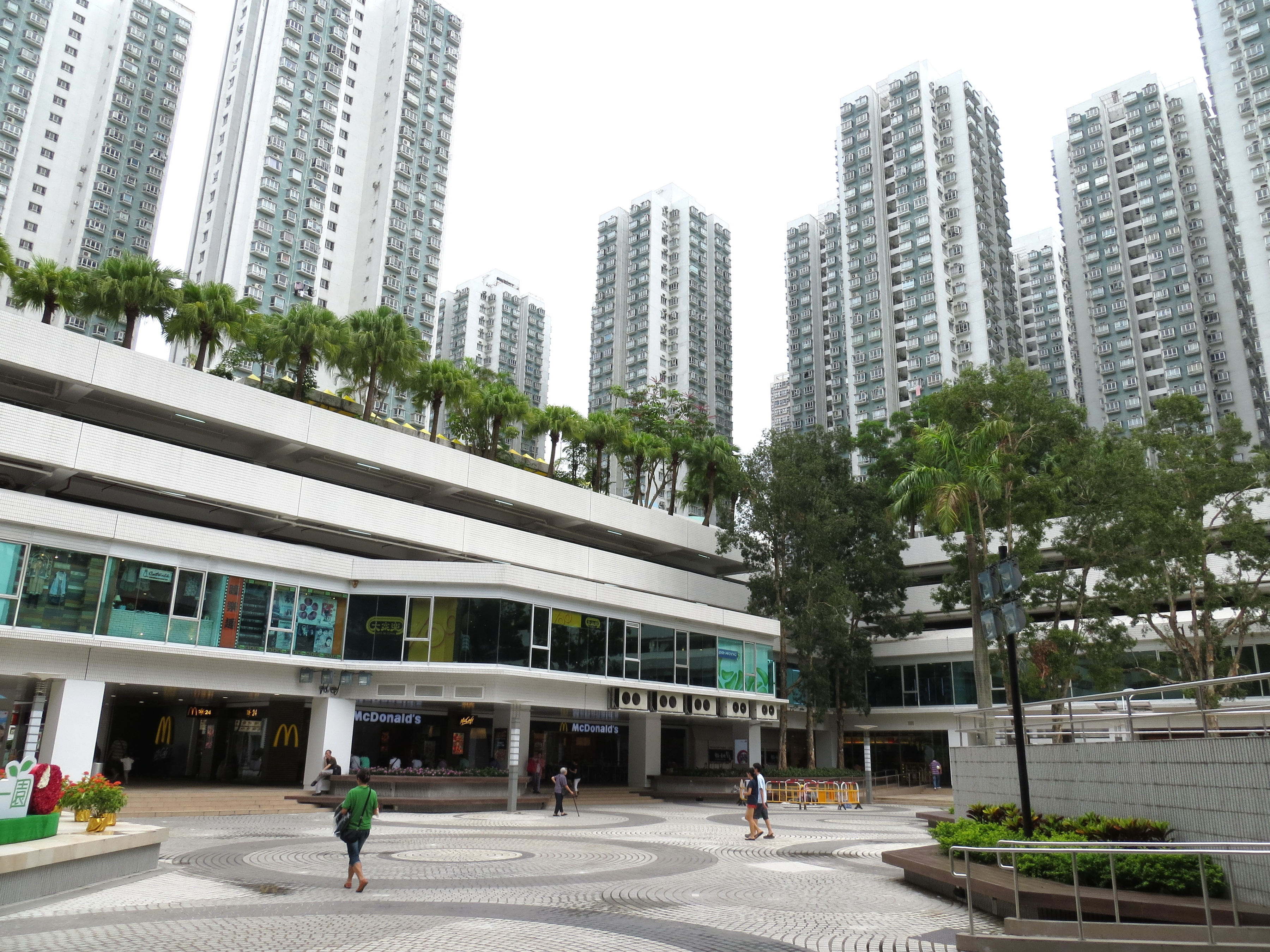
2011年，第一城中心和銀城商場更名為置富第一城和置富第一城·樂薈。

城河東的商場分布在各個大型住宅項目中，規模多見為中小型。由於城河東以住宅區和輕工業區所組成，區內商場的目標客戶群以所座落的位置附近的居民為主。
目前城河東較大型的商場項目為位於沙田第一城的置富第一城商場群及石門的京瑞廣場。其次為分散在各個公共屋邨，以領展營運的多個商場和街市。
| - 置富第一城 - 富豪花園商場 - OK Mall - 京瑞廣場 | - 沙角商場 - 秦石商場 - 愉翠商場 - 廣源商場 | - 博康商場 - 水泉澳廣場 - 愉田苑商場 |

## 公共設施

### 大專院校
- 香港恆生大學
- 香港浸會大學國際學院石門校園

### 中學教育
| - 佛教覺光法師中學 - 基督書院 - 聖母無玷聖心書院 - 天主教郭得勝中學 - 五旬節林漢光中學 - 沙田循道衛理中學 - 聖公會林裘謀中學 - 聖羅撒書院 - 台山商會中學 - 東華三院邱金元中學 | - 香港浸會大學附屬學校王錦輝中小學 - 林大輝中學 - 香港神託會培基書院 | - 基督教國際學校 - 路德會沙田夜校 |

### 小學教育
| - 浸信會沙田圍呂明才小學 - 浸信會呂明才小學 - 慈航學校 - 香港九龍塘基督教中華宣道會陳元喜小學 - 胡素貞博士紀念學校 - 路德會梁鉅鏐小學 - 世界龍岡學校黃耀南小學 - 保良局朱正賢小學 - 救世軍田家炳學校 - 沙田循道衛理小學 - 沙田圍胡素貞博士紀念學校 - 東華三院蔡榮星小學 | - 香港浸會大學附屬學校王錦輝中小學 | - 基督教國際學校 |

### 特殊學校
- 香港紅十字會醫院學校

### 幼兒教育
| - 基督教神召會合一堂幼稚園 - 嘉德麗中英文幼稚園 - 中華基督教會沙田堂博康幼稚園 - 倫敦家國際幼稚園 - 樂善堂李賢義幼稚園 - 救世軍田家炳幼稚園 - 救世軍水泉澳幼稚園 - 真理浸信會恩典幼稚園 - 溫莎中英文幼稚園 - 耀榮中英文幼稚園 | - 藍如溪盛成皿教育基金邊陳之娟幼稚園 - 基督教宣道會沙田幼兒學校 - 嘉德麗幼稚園 - 啓思幼稚園 - 沙田靈光幼兒學校 - 樂基幼兒學校 - 小時候幼稚園 - 九龍城浸信會禧年幼稚園 - 廣林浸信會呂郭碧鳳幼稚園 - 新九龍婦女會沙角幼兒園 - 新界婦孺福利會博康邨幼兒學校 - 救世軍乙明幼兒學校 - 真理浸信會榮光幼兒園 - 真理浸信會碧濤幼稚園 - 英藝幼稚園 |

### 醫療服務

#### 公營醫院
- 威爾斯親王醫院
- 沙田醫院

#### 公營診所
- 圓洲角普通科門診診所

#### 私營醫院
- 沙田慈氏護養院
- 白普理寧養中心

### 廢物處理
- 沙田廢物轉運站

### 污水處理
- 搬遷沙田污水處理廠往岩洞計劃（諮詢階段）

### 骨灰龕場
- 石門骨灰龕場（通過興建）

### 環保設施
- 綠在沙田

### 文娛康樂

#### 度假營
- 香港女童軍總會博康營地
- 香港童軍總會沙田童軍中心

#### 體育館
- 圓洲角體育館

#### 公共圖書館
- 圓洲角公共圖書館

#### 流動圖書館
- 博康邨 (流動圖書館五)
- 廣源邨 (流動圖書館十一)

#### 公眾遊樂場

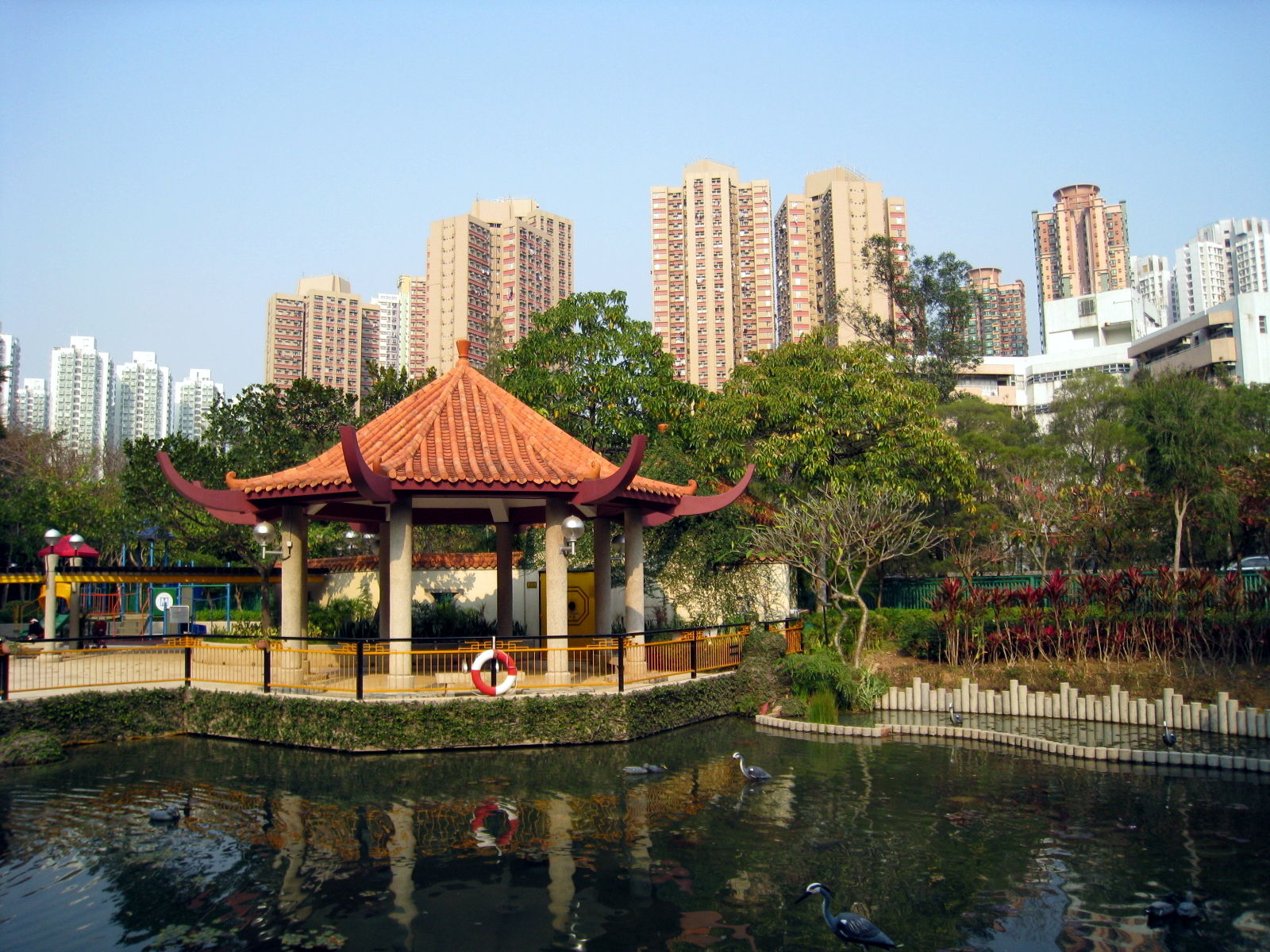
圓洲角公園內的池塘景色

| - 亞公角遊樂場 - 花心坑亭 - 崗背街休憩花園 - 瀝源橋亭 - 梅子林路花園 - 牛皮沙街遊樂場 | - 安景街公園 - 沙田交通安全公園 - 沙田圍遊樂場 - 石門遊樂場 - 城門河第一海濱花園 - 城門河第二海濱花園 | - 小瀝源路遊樂場 - 大水坑第一、二、三及四避雨亭 - 曾大屋遊樂場 - 黃泥頭花園 - 王屋花園 - 圓洲角公園 |

#### 社區會堂
- 秦石社區會堂
- 廣源社區會堂
- 博康社區會堂
- 沙角社區會堂
- 圓洲角社區會堂

## 文化特色
- 每年農曆四月初八左右，即佛誕當日或之前，位於沙角邨的佛教覺光法師中學都會舉行沙田區浴佛典禮，當中設有大眾浴佛環節。

- 每年農曆五月初五，即端午節當日早上，城門河都會舉行沙田龍舟競賽，市民都會聚集在城門河兩岸觀賽，非常熱鬧。

## 交通運輸

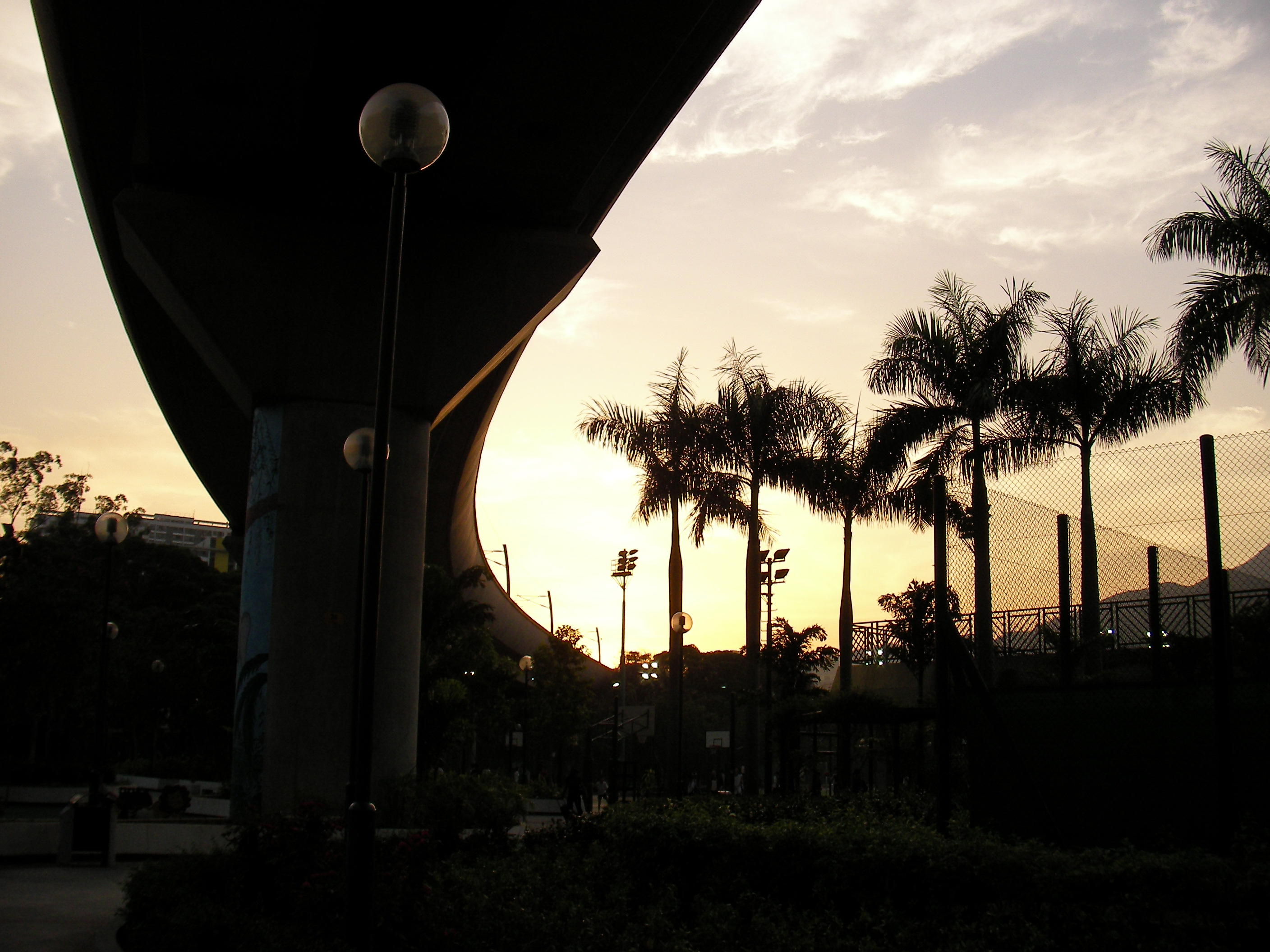
曾大屋遊樂場上方的馬鞍山綫的高架橋

港鐵馬鞍山綫於2004年12月21日啟用，以南向北穿過城門河東岸主要地區，為區內最主要的鐵路線；而沿線中共有四個站服務城河東，包括車公廟站、沙田圍站、第一城站和石門站，涵蓋城河東主要住宅區和輕工業區。馬鞍山綫已於2020年2月14日並易名為「屯馬綫一期」。其後再於2021年6月27日和原西鐵綫合併全綫通車，正名為屯馬綫。
高速公路則有獅子山隧道公路、沙田路和大老山公路以南北向穿過市區；轄內最主要的客運業者也是同屬於近鐵集團的近鐵巴士。

### 港鐵
- █  屯馬綫：車公廟站、沙田圍站、第一城站、石門站

### 道路
幹線道路
- 1號幹線：獅子山隧道公路、沙田路
- 2號幹線：大老山隧道、大老山公路

市區道路
- 沙瀝公路
- 車公廟路
- 大涌橋路
- 小瀝源路